# Mesterholdenes Europa Cup 1960-61
Mesterholdenes Europa Cup 1960–61 var den sjette sæson af Mesterholdenes Europa Cup, UEFA's fineste fodboldturnering. Turneringen blev vundet af S.L. Benfica, der vandt finalen over FC Barcelona, der havde slået sine spanske rivaler, Real Madrid C.F., vinderne af de første fem turneringer. S.L. Benfica var det første portugisiske hold til at nå finalen og vinde turneringen.

## Indledende runde
Lodtrækningen til den indledende runde fandt sted i UEFA's hovedkvarter i Paris, Frankrig, den 7. juli 1960.
|                | Pot 1 Nordeuropa                                                   | Pot 2 Vesteuropa                                                     | Pot 3 Østeuropa                                                              |
| -------------- | ------------------------------------------------------------------ | -------------------------------------------------------------------- | ---------------------------------------------------------------------------- |
| Lodtrækning    | Nordirland Østtyskland Polen Norge Finland Sverige Danmark Holland | Frankrig Irland Belgien Luxembourg Schweiz Skotland Spanien Portugal | Østrig Rumænien Bulgarien Tyrkiet Tjekkoslovakiet Ungarn Jugoslavien Italien |
| Direkte videre | Hamburg                                                            | Burnley                                                              | Panathinaikos                                                                |

| Hold 1               | Samlet | Hold 2                 | 1. kamp | 2. kamp |
| -------------------- | ------ | ---------------------- | ------- | ------- |
| Hearts               | 1–5    | Benfica                | 1–2     | 0–3     |
| Røde Stjerne Beograd | 1–5    | Újpesti Dózsa          | 1–2     | 0–3     |
| Fredrikstad          | 4–3    | Ajax                   | 4–3     | 0–0     |
| AGF                  | 3–1    | Legia Warszawa         | 3–0     | 0–1     |
| Juventus             | 3–4    | CDNA Sofia             | 2–0     | 1–4     |
| IFK Helsingfors      | 2–5    | IFK Malmö              | 1–3     | 1–2     |
| Rapid Wien           | 4–1    | Beşiktaş               | 4–0     | 0–1     |
| Limerick             | 2–9    | Young Boys             | 0–5     | 2–4     |
| CCA Bucharest        | x–wo   | Spartak Hradec Králové | –       | –       |
| Glenavon             | x–wo   | Wismut Karl Marx Stadt | –       | –       |
| Stade Reims          | 11–1   | Jeunesse Esch          | 6–1     | 5–0     |
| Barcelona            | 5–0    | Lierse                 | 2–0     | 3–0     |

1. ↑  Each hold was refused visas to the other's country. UEFA authorised neutral venues but Glenavon withdrew due to the higher cost and lower revenue.[2]

### Første kamp
| 29. september 1960 |

| Hearts    | 1–2     | Benfica                        |
| --------- | ------- | ------------------------------ |
| Young 80' | Rapport | Águas 36' · José Augusto 74' · |

| Tynecastle Park, Edinburgh Tilskuere: 29.500 Dommer: Marcel Lequesne (Frankrig) |

| 28. september 1960 |

| Røde Stjerne Beograd | 1–2     | Újpesti Dózsa                |
| -------------------- | ------- | ---------------------------- |
| Kostić 17'           | Rapport | Göröcs 35' · Kuharszki 68' · |

| Stadion JNA, Beograd Tilskuere: 20.000 Dommer: Józef Kowal (Polen) |

| 31. august 1960 |

| Limerick | 0–5     | Young Boys                                                            |
| -------- | ------- | --------------------------------------------------------------------- |
|          | Rapport | Wechselberger 54', 88' · Willy Schneider 70' · Dürr 76' · Meier 82' · |

| Thomond Park, Limerick Tilskuere: 8.000 Dommer: José Maria Ortiz de Mendibíl (Spanien) |

| 31. august 1960 |

| Fredrikstad                                       | 4–3     | Ajax                                    |
| ------------------------------------------------- | ------- | --------------------------------------- |
| Olsen 35', 61' · Kristoffersen 49' · Pedersen 59' | Rapport | H. Groot 25' · Swart 37' · Muller 75' · |

| Fredrikstad Stadion, Fredrikstad Tilskuere: 7.500 Dommer: Jarl Hansen (Danmark) |

| 14. september 1960 |

| Rapid Wien                                                | 4–0     | Beşiktaş |
| --------------------------------------------------------- | ------- | -------- |
| Münir 9' (sm.) · Dienst 20' · Glechner 86' · Bertalan 90' | Rapport |          |

| Praterstadion, Wien Tilskuere: 30.000 Dommer: Stanislav Fencl () |

| 21. september 1960 |

| AGF                                             | 3–0     | Legia Warszawa |
| ----------------------------------------------- | ------- | -------------- |
| Amdisen 32' · Kjær-Andersen 54' · J. Jensen 75' | Rapport |                |

| Århus Stadion, Århus Tilskuere: 10.268 Dommer: Johan Bronkhorst (Holland) |

| 21. september 1960 |

| Juventus                 | 2–0     | CDNA Sofia |
| ------------------------ | ------- | ---------- |
| Lojodice 5' · Sívori 24' | Rapport |            |

| Stadio Comunale, Torino Tilskuere: 55.000 Dommer: Dittmar Huber (Schweiz) |

| 1. september 1960 |

| IFK Helsingfors | 1–3     | IFK Malmö                      |
| --------------- | ------- | ------------------------------ |
| Nevalainen 68'  | Rapport | Olofsson 25', 40' · Borg 68' · |

| Helsinki Olympic Stadium, Helsinki Tilskuere: 1.555 Dommer: Gerhard Schulenburg () |

| 7. september 1960 |

| Stade Reims                                                         | 6–1     | Jeunesse Esch  |
| ------------------------------------------------------------------- | ------- | -------------- |
| Vincent 4', 59' · Rustichelli 16' · Dubaele 38', 64' · Piantoni 85' | Rapport | Meurisse 87' · |

| Stade Auguste-Delaune, Reims Tilskuere: 8.150 Dommer: Reidar Randers-Johansen (Norge) |

| 28. september 1960 |

| Barcelona                    | 2–0     | Lierse |
| ---------------------------- | ------- | ------ |
| Czibor 17' · Luis Suárez 70' | Rapport |        |

| Camp Nou, Barcelona Tilskuere: 42.068 Dommer: Giuseppe Adami (Italien) |

### Returkamp
| 5. oktober 1960 |

| Benfica                          | 3–0     | Hearts |
| -------------------------------- | ------- | ------ |
| Águas 7', 60' · José Augusto 49' | Rapport |        |

| Estádio da Luz, Lissabon Tilskuere: 30.122 Dommer: Joseph Barberan (Frankrig) |

Benfica vandt 5–1 samlet.
| 5. oktober 1960 |

| Újpesti Dózsa                          | 3–0     | Røde Stjerne Beograd |
| -------------------------------------- | ------- | -------------------- |
| Borsányi 70' · Pataki 71' · Göröcs 87' | Rapport |                      |

| Megyeri úti Stadium, Budapest Tilskuere: 15.000 Dommer: Julian Mytnik (Polen) |

Újpesti Dózsa vandt 5–1 samlet.
| 5. oktober 1960 |

| Young Boys                                         | 4–2     | Limerick                     |
| -------------------------------------------------- | ------- | ---------------------------- |
| Allemann 40' · Willy Schneider 68', 72' · Dürr 81' | Rapport | Wallace 36' · O'Reilly 75' · |

| Wankdorfstadion, Bern Tilskuere: 21.000 Dommer: Juan Gardeazabal Garay (Spanien) |

Young Boys vandt 9–2 samlet.
| 7. september 1960 |

| Ajax | 0–0     | Fredrikstad |
| ---- | ------- | ----------- |
|      | Rapport |             |

| Olympisch Stadion, Amsterdam Tilskuere: 35.000 Dommer: Frede Hansen (Danmark) |

Fredrikstad vandt 4–3 samlet.
| 5. oktober 1960 |

| Legia Warszawa | 1–0     | AGF |
| -------------- | ------- | --- |
| H. Nowak 29'   | Rapport |     |

| Stadion Wojska Polskiego, Warszawa Tilskuere: 20.000 Dommer: Leopold Sylvain Horn (Holland) |

AGF vandt 3–1 samlet.
| 12. oktober 1960 |

| CDNA Sofia                                              | 4–1     | Juventus     |
| ------------------------------------------------------- | ------- | ------------ |
| Rakarov 19' · Kovachev 56' · Panayotov 68' · Tsanev 75' | Rapport | Nicolè 88' · |

| Vassil Levski Stadium, Sofia Tilskuere: 50.000 Dommer: Gottfried Dienst (Schweiz) |

CDNA Sofia vandt 4–3 samlet.
| 28. september 1960 |

| IFK Malmö                 | 2–1     | IFK Helsingfors |
| ------------------------- | ------- | --------------- |
| Lundqvist 22' · Ljung 24' | Rapport | Kivelä 29' ·    |

| Malmö Stadion, Malmö Tilskuere: 5.202 Dommer: Günther Ternieden () |

IFK Malmö vandt 5–2 samlet.
| 28. september 1960 |

| Beşiktaş  | 1–0     | Rapid Wien |
| --------- | ------- | ---------- |
| Ahmet 11' | Rapport |            |

| Mithat Paşa Stadium, Istanbul Tilskuere: 17.268 Dommer: Kostadin Dinov (Bulgarien) |

Rapid Wien vandt 4–1 samlet.
| 5. oktober 1960 |

| Jeunesse Esch | 0–5     | Stade Reims                                                          |
| ------------- | ------- | -------------------------------------------------------------------- |
|               | Rapport | Vincent 50' · Moreau 54' · Heinen 60' (sm.) · Rustichelli 63', 69' · |

| Stade Émile. majrisch, Esch-sur-Alzette Tilskuere: 7.265 Dommer: Raymond Lespineux (Belgien) |

Stade Reims vandt 11–1 samlet.
| 5. oktober 1960 |

| Lierse | 0–3     | Barcelona                           |
| ------ | ------- | ----------------------------------- |
|        | Rapport | Villaverde 7' · Evaristo 26', 77' · |

| Émile Versé Stadium, Anderlecht Tilskuere: 19.110 Dommer: Giulio Campanati (Italien) |

Barcelona vandt 5–0 samlet.

## First round
| Hold 1                 | Samlet | Hold 2                 | 1. kamp | 2. kamp |
| ---------------------- | ------ | ---------------------- | ------- | ------- |
| Benfica                | 7–4    | Újpesti Dózsa          | 6–2     | 1–2     |
| AGF                    | 4–0    | Fredrikstad            | 3–0     | 1–0     |
| Rapid Wien             | 3–31   | Wismut Karl Marx Stadt | 3–1     | 0–2     |
| IFK Malmö              | 2–1    | CDNA Sofia             | 1–0     | 1–1     |
| Real Madrid            | 3–4    | Barcelona              | 2–2     | 1–2     |
| Spartak Hradec Králové | 1–0    | Panathinaikos          | 1–0     | 0–0     |
| Burnley                | 4–3    | Stade Reims            | 2–0     | 2–3     |
| Young Boys             | 3–8    | Hamburg                | 0–5     | 3–3     |

1 Rapid Wien slog Wismut Karl Marx Stadt 1–0 i en playoff for at kvalificerer sig til anden runde.

### Første kamp
| 6. november 1960 |

| Benfica                                                         | 6–2     | Újpesti Dózsa             |
| --------------------------------------------------------------- | ------- | ------------------------- |
| Coluna 1' · Águas 5', 11' · Santana 16', 28' · José Augusto 88' | Rapport | Göröcs 70' · Pataki 77' · |

| Estádio da Luz, Lissabon Tilskuere: 55.000 Dommer: Victor Schicker (Schweiz) |

| 19. oktober 1960 |

| AGF                                       | 3–0     | Fredrikstad |
| ----------------------------------------- | ------- | ----------- |
| Amdisen 74' · Overby 83' · Rou Jensen 85' | Rapport |             |

| Århus Stadion, Århus Tilskuere: 10.000 Dommer: Erik Johansson (Sverige) |

| 9. november 1960 |

| Rapid Wien                              | 3–1     | Wismut Karl Marx Stadt |
| --------------------------------------- | ------- | ---------------------- |
| Dienst 5' · Milanović 52' · Hanappi 61' | Rapport | Wagner 17' ·           |

| Praterstadion, Wien Tilskuere: 25.000 Dommer: Gaston Grandain (Belgien) |

| 2. november 1960 |

| IFK Malmö    | 1–0     | CDNA Sofia |
| ------------ | ------- | ---------- |
| Karlsson 80' | Rapport |            |

| Malmö Stadion, Malmö Tilskuere: 7.707 Dommer: Josef Kandlbinder (Tyskland) |

| 9. november 1960 |

| Real Madrid           | 2–2     | Barcelona                     |
| --------------------- | ------- | ----------------------------- |
| Mateos 1' · Gento 33' | Rapport | Luis Suárez 27', 88' (str.) · |

| Santiago Bernabéu Stadium, Madrid Tilskuere: 84.358 Dommer: Arthur Edward Ellis (England) |

| 6. november 1960 |

| Spartak Hradec Králové | 1–0     | Panathinaikos |
| ---------------------- | ------- | ------------- |
| Šonka 89'              | Rapport |               |

| Hradec Králové Tilskuere: 25.000 Dommer: Branko Tesanić (Jugoslavien) |

| 16. november 1960 |

| Burnley                  | 2–0     | Stade Reims |
| ------------------------ | ------- | ----------- |
| McIlroy 25' · Robson 40' | Rapport |             |

| Turf Moor, Burnley Tilskuere: 37.404 Dommer: José González Echevarría (Spanien) |

| 2. november 1960 |

| Young Boys | 0–5     | Hamburg                                            |
| ---------- | ------- | -------------------------------------------------- |
|            | Rapport | Stürmer 24', 51' · Seeler 35', 39' · Neisner 74' · |

| Wankdorf Stadium, Bern Tilskuere: 45.000 Dommer: Johan Bronkhorst (Holland) |

### Returkamp
| 30. november 1960 |

| Újpesti Dózsa           | 2–1     | Benfica      |
| ----------------------- | ------- | ------------ |
| Halapi 55' · Szusza 61' | Rapport | Santana 5' · |

| Népstadion, Budapest Tilskuere: 20.000 Dommer: Albert Guinnard (Schweiz) |

Benfica vandt 7–4 samlet.
| 26. oktober 1960 |

| Fredrikstad | 0–1     | AGF          |
| ----------- | ------- | ------------ |
|             | Rapport | Overby 49' · |

| Bislett Stadion, Oslo Tilskuere: 10.334 Dommer: Bengt Lundell (Sverige) |

AGF vandt 4–0 samlet.
| 23. november 1960 |

| Wismut Karl Marx Stadt   | 2–0     | Rapid Wien |
| ------------------------ | ------- | ---------- |
| Bamberger 49' · Zink 61' | Rapport |            |

| Otto-Grotewohl-Stadion, Aue Tilskuere: 25.000 Dommer: Gérard Versyp (Belgien) |

Wismut Karl Marx Stadt 3–3 Rapid Wien samlet.
| 21. december 1960 |

| Rapid Wien | 1–0     | Wismut Karl Marx Stadt |
| ---------- | ------- | ---------------------- |
| Flögel 4'  | Rapport |                        |

| St. Jakob Stadium, Basel Tilskuere: 10.000 Dommer: Gottfried Dienst (Schweiz) |

Rapid Wien vandt 1–0 in a play-off.
| 13. november 1960 |

| CDNA Sofia | 1–1     | IFK Malmö      |
| ---------- | ------- | -------------- |
| Tsanev 21' | Rapport | Olofsson 52' · |

| Vasil Levski National Stadium, Sofia Tilskuere: 52.000 Dommer: Johannes Malka () |

IFK Malmö vandt 2–1 samlet.
| 23. november 1960 |

| Barcelona                 | 2–1     | Real Madrid   |
| ------------------------- | ------- | ------------- |
| Vergés 33' · Evaristo 81' | Rapport | Canário 87' · |

| Camp Nou, Barcelona Tilskuere: 120.000 Dommer: Reginald Leafe (England) |

Barcelona vandt 4–3 samlet.
| 7. december 1960 |

| Panathinaikos | 0–0     | Spartak Hradec Králové |
| ------------- | ------- | ---------------------- |
|               | Rapport |                        |

| Apostolos Nikolaidis Stadium, Athen Tilskuere: 22.000 Dommer: Gino Rigato (Italien) |

Spartak Hradec Králové vandt 1–0 samlet.
| 30. november 1960 |

| Stade Reims                    | 3–2     | Burnley                     |
| ------------------------------ | ------- | --------------------------- |
| Piantoni 50' · Rodzik 56', 75' | Rapport | Robson 33' · Connelly 57' · |

| Parc des Princes, Paris Tilskuere: 36.831 Dommer: Manuel Asensi Martín (Spanien) |

Burnley vandt 4–3 samlet.
| 27. november 1960 |

| Hamburg                                     | 3–3     | Young Boys                                      |
| ------------------------------------------- | ------- | ----------------------------------------------- |
| Stürmer 12' · Dörfel 68' · Walker 86' (sm.) | Rapport | Bigler 21' (str.) · Meier 25' · Schneiter 48' · |

| Volksparkstadion, Hamburg Tilskuere: 40.000 Dommer: Pieter Paulus Roomer (Holland) |

Hamburg vandt 8–3 samlet.

## Kvartfinaler
| Hold 1     | Samlet | Hold 2                 | 1. kamp | 2. kamp |
| ---------- | ------ | ---------------------- | ------- | ------- |
| Benfica    | 7–2    | AGF                    | 3–1     | 4–1     |
| Rapid Wien | 4–0    | IFK Malmö              | 2–0     | 2–0     |
| Barcelona  | 5–1    | Spartak Hradec Králové | 4–0     | 1–1     |
| Burnley    | 4–5    | Hamburg                | 3–1     | 1–4     |

### Første kamp
| 8. marts 1961 |

| Benfica                                  | 3–1     | AGF           |
| ---------------------------------------- | ------- | ------------- |
| Águas 20', 60' · José Augusto 50' (str.) | Rapport | Amdisen 52' · |

| Estádio da Luz, Lissabon Tilskuere: 65.000 Dommer: Maurice Guigue (Frankrig) |

| 22. marts 1961 |

| Rapid Wien                | 2–0     | IFK Malmö |
| ------------------------- | ------- | --------- |
| Dienst 44' · Bertalan 87' | Rapport |           |

| Praterstadion, Wien Tilskuere: 12.000 Dommer: Marian Koczner (Polen) |

| 8. marts 1961 |

| Barcelona                                          | 4–0     | Spartak Hradec Králové |
| -------------------------------------------------- | ------- | ---------------------- |
| Tejada 11', 64' · Evaristo 39' · Kubala 90' (str.) | Rapport |                        |

| Camp Nou, Barcelona Tilskuere: 70.000 Dommer: Giuseppe Adami (Italien) |

| 18. januar 1961 |

| Burnley                         | 3–1     | Hamburg      |
| ------------------------------- | ------- | ------------ |
| Pilkington 8', 60' · Robson 74' | Rapport | Dörfel 76' · |

| Turf Moor, Burnley Tilskuere: 46.237 Dommer: Tage Sørensen (Danmark) |

### Returkamp
| 30. marts 1961 |

| AGF               | 1–4     | Benfica                                          |
| ----------------- | ------- | ------------------------------------------------ |
| Germano 77' (sm.) | Rapport | José Augusto 2', 42' · Águas 32' · Santana 81' · |

| Århus Stadion, Århus Tilskuere: 22.000 Dommer: Marcel Bois (Frankrig) |

Benfica vandt 7–2 samlet.
| 3. april 1961 |

| IFK Malmö | 0–2     | Rapid Wien                  |
| --------- | ------- | --------------------------- |
|           | Rapport | Bertalan 39' · Flögel 83' · |

| Malmö Stadion, Malmö Tilskuere: 18.842 Dommer: Wlodzimierz Storoniak (Polen) |

Rapid Wien vandt 4–0 samlet.
| 15. marts 1961 |

| Spartak Hradec Králové | 1–1     | Barcelona         |
| ---------------------- | ------- | ----------------- |
| Zikán 33'              | Rapport | Luis Suárez 24' · |

| Strahov-stadion, Prag Tilskuere: 45.000 Dommer: Concetto Lo Bello (Italien) |

Barcelona vandt 5–1 samlet.
| 15. marts 1961 |

| Hamburg                                   | 4–1     | Burnley      |
| ----------------------------------------- | ------- | ------------ |
| Stürmer 8' · Seeler 41', 75' · Dörfel 56' | Rapport | Harris 55' · |

| Volksparkstadion, Hamburg Tilskuere: 47.000 Dommer: Aage Poulsen (Danmark) |

Hamburg vandt 5–4 samlet.

## Semifinaler
| Hold 1    | Samlet | Hold 2     | 1. kamp | 2. kamp |
| --------- | ------ | ---------- | ------- | ------- |
| Benfica   | 4–1    | Rapid Wien | 3–0     | 1–1     |
| Barcelona | 2–21   | Hamburg    | 1–0     | 1–2     |

1 Barcelona slog Hamburg 1–0 i en playoff for at kvalificerer sig til finalen.

### Første kamp
| 26. april 1961 |

| Benfica                            | 3–0     | Rapid Wien |
| ---------------------------------- | ------- | ---------- |
| Coluna 15' · Águas 25' · Cavém 63' | Rapport |            |

| Estádio da Luz, Lissabon Tilskuere: 65.000 Dommer: Kevin Howley (England) |

| 12. april 1961 |

| Barcelona    | 1–0     | Hamburg |
| ------------ | ------- | ------- |
| Evaristo 46' | Rapport |         |

| Camp Nou, Barcelona Tilskuere: 48.000 Dommer: Lucien van Nuffel (Belgien) |

### Returkamp
| 4. maj 1961 |

| Rapid Wien | 1–1     | Benfica     |
| ---------- | ------- | ----------- |
| Skocik 70' | Rapport | Águas 66' · |

| Praterstadion, Wien Tilskuere: 63.000 Dommer: Reginald Leafe (England) |

Game abandoned with two minutes to play due to crowd riots and pitch invasion.
Benfica vandt 4–1 samlet.
| 26. april 1961 |

| Hamburg               | 2–1     | Barcelona    |
| --------------------- | ------- | ------------ |
| Wulf 59' · Seeler 68' | Rapport | Kocsis 90' · |

| Volksparkstadion, Hamburg Tilskuere: 71.000 Dommer: Gérard Versyp (Belgien) |

Hamburg 2–2 Barcelona samlet.
| 3. maj 1961 |

| Barcelona    | 1–0     | Hamburg |
| ------------ | ------- | ------- |
| Evaristo 43' | Rapport |         |

| Heysel Stadium, Bruxelles Tilskuere: 44.000 Dommer: Tage Sørensen (Danmark) |

Barcelona vandt 1–0 efter en playoff.

## Finale
| 31. maj 1961 19:00 CEST |

| Benfica                                      | 3–2     | Barcelona                 |
| -------------------------------------------- | ------- | ------------------------- |
| Águas 31' · Ramallets 32' (sm.) · Coluna 55' | Rapport | Kocsis 21' · Czibor 75' · |

| Wankdorf Stadion, Bern Tilskuere: 26.732 Dommer: Gottfried Dienst (Schweiz) |

## Topscorer
Topscorer (inklusive indledende runde):
| Rankering | Navn                  | Hold          | Mål |
| --------- | --------------------- | ------------- | --- |
| 1         | José Águas            | Benfica       | 11  |
| 2         | Evaristo              | Barcelona     | 6   |
| 2         | José Augusto          | Benfica       | 6   |
| 4         | Uwe Seeler            | Hamburg       | 5   |
| 5         | Santana               | Benfica       | 4   |
| 5         | Klaus Stürmer         | Hamburg       | 4   |
| 5         | Luis Suárez           | Barcelona     | 4   |
| 8         | John Amdisen          | AGF           | 3   |
| 8         | Mário Coluna          | Benfica       | 3   |
| 8         | Gert Dörfel           | Hamburg       | 3   |
| 8         | János Göröcs          | Újpesti Dózsa | 3   |
| 8         | Hans Olofsson         | IFK Malmö     | 3   |
| 8         | Jimmy Robson          | Burnley       | 3   |
| 8         | Dominique Rustichelli | Stade Reims   | 3   |
| 8         | Jean Vincent          | Stade Reims   | 3   |